# موریس دنهام
موریس دنهام (انگلیسی: Maurice Denham؛ ۲۳ دسامبر ۱۹۰۹ – ۲۴ ژوئیهٔ ۲۰۰۲) بازیگر اهل بریتانیا بود. از فیلم‌هایی که وی در آن نقش داشته است، می‌توان به از سرزمینی دور، مردان پرابهت در طیاره‌های پرسرعت، نیکلاس و الکساندرا، الیور توئیست، روز شغال، نشان، جولیا، یکشنبه خونین یکشنبه، نانی، مزرعه حیوانات، جنایت‌هایی به ترتیب الفبا، باکره و کولی، پارانویک، قبل از عاشقی، حواست را جمع کن، مسیر خطر، ادوارد و خانم سیمپسون، هلیم و زنجیر اشاره کرد.